# Gerard Heiremans
Gerard Heiremans (Borgerhout, 10 september 1921 - Grimbergen, 17 oktober 2018) was een Belgisch syndicalist.

## Levensloop
In 1968 werd Heiremans aangesteld als nationaal secretaris van de Christelijke Centrale der Metaalbewerkers van België (CCMB), een jaar later (1969) werd hij aangesteld tot voorzitter van deze vakcentrale, een functie die hij uitoefende tot 1984. Hij werd in deze hoedanigheid opgevolgd door Jos Philipsen.
Hij overleed in het Woonzorgcentrum Heilig Hart te Grimbergen. Zijn uitvaartplechtigheid vond plaats in de Sint-Servaaskerk te Wemmel.